# Грязная бомба
Грязная бомба или радиологическое рассеивающее устройство — это радиологическое оружие, которое сочетает радиоактивный материал с обычными взрывчатыми веществами. Целью оружия является загрязнение области вокруг рассеивающего вещества/обычного взрыва радиоактивным материалом, служа в первую очередь как устройство для блокирования области против гражданских лиц. Его не следует путать с ядерным взрывом, например, с ядерной бомбой, которая производит взрывную волну, значительно превосходящую ту, которую можно достичь при использовании обычных взрывчатых веществ. В отличие от радиоактивного дождя от типичной ядерной бомбы, радиация грязной бомбы может быть рассеяна только в пределах нескольких сотен метров или нескольких километров от взрыва.
Грязные бомбы никогда не применялись, только испытывались. Они предназначены для рассеивания радиоактивных материалов на определенной территории. Они действуют посредством воздействия радиоактивного загрязнения на окружающую среду и связанных с этим последствий для здоровья от радиационного отравления у пострадавшего населения. Изоляция и дезактивация жертв, а также дезактивация пораженной территории требуют значительного времени и затрат, делая территории частично непригодными для использования и нанося экономический ущерб. Грязные бомбы могут использоваться для создания массовой паники как оружие террора.

## Эффект от взрыва грязной бомбы
При рассмотрении последствий атаки с использованием грязной бомбы необходимо учитывать две основные области: гражданское воздействие, не только непосредственные жертвы и долгосрочные проблемы со здоровьем, но и психологический эффект, а также экономическое воздействие. Поскольку никогда не было случаев детонации «грязной бомбы», считается, что последствия трудно предсказать. Несколько анализов предсказали, что радиологические рассеивающие устройства не вызовут ни болезни, ни смерти у большого количества людей.
Различия между грязными бомбами и ядерными (атомными) бомбами
| Грязная бомба - Взрывчатые вещества в сочетании с радиоактивными материалами - Детонация испаряет или распыляет радиоактивный материал и выбрасывает его в воздух. - Не происходит ядерного взрыва | Ядерная бомба - Вызвано неконтролируемой цепной ядерной реакцией с высокообогащённым ураном или оружейным плутонием. - Сфера делящегося материала (ядро), окружённая взрывными линзами - Первоначальный взрыв производит взрывную ударную волну, которая сжимает ядро внутрь, создавая сверхкритическую массу за счёт увеличения плотности делящегося материала. Нейтроны от модулированного нейтронного инициатора или внешнего нейтронного генератора запускают цепную реакцию в сжатом ядре - В результате цепной реакции деления бомба взрывается с огромной силой: происходит ядерный взрыв. |

Источник: Adapted from Levi MA, Kelly HC. "Weapons of mass disruption". Sci Am. 2002 Nov;287(5):76-81.

## Аварии с радиоактивными веществами
О последствиях неконтролируемого радиоактивного загрязнения сообщалось неоднократно.
Одним из примеров является радиационная авария, произошедшая в Гоянии, Бразилия, между сентябрем 1987 года и мартом 1988 года: два сборщика металла ворвались в заброшенную клинику радиотерапии и вытащили капсулу источника телетерапии, содержащую порошкообразный цезий-137 активностью 50 ТБк. Они принесли её домой к одному из мужчин, чтобы разобрать её и продать как металлолом. Позже в тот же день у обоих мужчин проявились острые признаки лучевой болезни с рвотой, а у одного из них распухла рука и началась диарея. Несколько дней спустя один из мужчин проколол окошко капсулы толщиной 1 миллиметр (0,039 дюйма), позволив порошку хлорида цезия вытечь, и когда он понял, что порошок светится синим в темноте, принёс его домой своей семье и друзьям, чтобы показать его. После двух недель распространения путём контактного заражения, вызвавшего всё большее число неблагоприятных последствий для здоровья, в больнице был поставлен правильный диагноз острой лучевой болезни, и можно было принять надлежащие меры предосторожности. К этому времени заражёнными оказались 249 человек, у 151 из которых наблюдалось как внешнее, так и внутреннее заражение, из которых 20 человек были тяжело больны, а пять человек умерли.
Инцидент в Гоянии в какой-то степени предсказывает картину заражения, если не сразу осознать, что взрыв распространил радиоактивный материал, а также то, насколько фатальным может быть даже очень небольшое количество проглоченного радиоактивного порошка. Это вызывает опасения относительно террористов, использующих порошкообразный альфа-излучающий материал, который при проглатывании может представлять серьезную опасность для здоровья, как в случае Александра Литвиненко, который был отравлен чаем с полонием-210. «Дымовые бомбы» на основе альфа-излучателей могут быть столь же опасны, как и бета- или гамма-излучающие грязные бомбы.

## Общественное восприятие рисков
Хотя воздействие может быть минимальным, многие люди считают воздействие радиации особенно пугающим, поскольку это то, что они не могут увидеть или почувствовать, и поэтому оно становится неизвестным источником опасности. Когда 10 июня 2002 года генеральный прокурор США Джон Эшкрофт объявил об аресте Хосе Падилльи, предположительно планировавшего взорвать такое оружие, он сказал:
...радиоактивная «грязная бомба»… распространяет радиоактивный материал, который чрезвычайно токсичен для людей и может привести к массовой гибели и травмам.
— Генеральный прокурор Джон Эшкрофт
Этот страх общественности перед радиацией также играет большую роль в том, почему эффект от воздействия радиологического рассеивающего устройства на крупную городскую территорию (например, Нижний Манхэттен) может быть равен эффекту от террористических актов 11 сентября 2001 года или даже может превосходить его. Если предположить, что уровни радиации не слишком высоки и территорию не нужно покидать, как город Припять около Чернобыльского реактора, начнётся дорогостоящая и длительная процедура очистки. Она будет в основном состоять из сноса сильно загрязнённых зданий, выкапывания загрязнённой почвы и быстрого нанесения липких веществ на оставшиеся поверхности, чтобы радиоактивные частицы прилипли до того, как радиоактивность проникнет в строительные материалы. Эти процедуры являются современным уровнем техники очистки от радиоактивного загрязнения, но некоторые эксперты говорят, что полная очистка внешних поверхностей в городской зоне до текущих пределов дезактивации может быть технически невыполнимой. Потеря рабочего времени во время очистки будет огромной, но даже после того, как уровень радиации снизится до приемлемого уровня, у общественности может остаться страх перед местом, включая возможное нежелание вести дела в этом районе как обычно. Туристическое движение, скорее всего, никогда не возобновится.

## Грязные бомбы и терроризм
После атак 11 сентября страх перед террористическими группами, использующими грязные бомбы, возрос, о чем часто сообщалось в СМИ. Значение термина «терроризм», используемое здесь, описывается определением Министерства обороны США, которое означает «расчетливое использование незаконного насилия или угрозы незаконного насилия для внушения страха; с целью принуждения или запугивания правительств или обществ в целях достижения целей, которые обычно являются политическими, религиозными или идеологическими».

### Изготовление и получение материала для грязной бомбы
Для того чтобы террористическая организация могла сконструировать и взорвать грязную бомбу, она должна получить радиоактивный материал. Возможный материал для радиологического рассеивающего устройства может поступать из миллионов радиоактивных источников, используемых по всему миру в промышленности, в медицинских целях и в академических приложениях, в основном для исследований. Из этих источников только девять изотопов, производимых реакторами, выделяются как подходящие для радиологической атаки: америций-241, калифорний-252, цезий-137, кобальт-60, иридий-192, плутоний-238, полоний-210, радий-226 и стронций-90, и даже из них возможно, что радий-226 и полоний-210 не представляют значительной угрозы. Из этих источников, по оценкам Комиссии по ядерному регулированию США, в США примерно один источник теряется, бросается или крадёт каждый день в году. В Европейском союзе ежегодная оценка составляет 70. Существуют тысячи таких «бесхозных» источников, разбросанных по всему миру, но из тех, о которых сообщается, что они утеряны, не более 20 процентов могут быть классифицированы как потенциально опасные с высокой степенью безопасности, если они используются в радиологическом рассеивающем устройстве. Считается, что в России находятся тысячи бесхозных источников, которые были утеряны после распада Советского Союза. Большое, но неизвестное количество этих источников, вероятно, относится к категории высокого риска безопасности. К ним относятся бета-излучающие источники стронция-90, используемые в качестве радиоизотопных термоэлектрических генераторов для маяков на маяках (бакенах) в отдаленных районах России. В декабре 2001 года три грузинских лесоруба наткнулись на такой генератор энергии и притащили его обратно на свою стоянку, чтобы использовать его в качестве источника тепла. Через несколько часов они заболели острой лучевой болезнью и обратились за лечением в больницу. Международное агентство по атомной энергии (МАГАТЭ) позднее заявило, что в нём содержалось около 40 килокюри (1,5 ПБк) стронция, что эквивалентно количеству радиоактивности, выброшенному сразу после аварии на Чернобыльской АЭС (хотя общий выброс радиоактивности из Чернобыля был в 2500 раз больше и составил около 100 МКи (3700 ПБк)).
Хотя террористическая организация может получить радиоактивный материал через «чёрный рынок», и с 1996 по 2004 год наблюдается устойчивый рост незаконного оборота радиоактивных источников, эти зарегистрированные случаи оборота в основном относятся к вновь обнаруженным бесхозным источникам без каких-либо признаков преступной деятельности, и утверждается, что нет убедительных доказательств существования такого рынка. В дополнение к препятствиям на пути получения пригодного к использованию радиоактивного материала, существует несколько противоречивых требований относительно свойств материала, которые террористы должны учитывать: во-первых, источник должен быть «достаточно» радиоактивным, чтобы создать прямой радиологический ущерб при взрыве или, по крайней мере, нанести общественный ущерб или разрушить общество. Во-вторых, источник должен быть транспортабельным с достаточной защитой для защиты носителя, но не настолько, чтобы он был слишком тяжелым для маневрирования. В-третьих, источник должен быть достаточно рассеиваемым, чтобы эффективно загрязнять территорию вокруг взрыва.

### Возможность использования террористическими группами
Первая попытка радиологического террора, как сообщается, была осуществлена в ноябре 1995 года группой чеченских сепаратистов, которые закопали источник цезия-137, завернутый во взрывчатку, в Измайловском парке в Москве. Лидер чеченских повстанцев предупредил СМИ, бомба так и не была активирована, и инцидент был сведён к простому рекламному трюку. В декабре 1998 года о второй попытке объявила Чеченская служба безопасности, которая обнаружила контейнер, заполненный радиоактивными материалами, прикреплённый к взрывчатой мине. Бомба была спрятана недалеко от железнодорожной линии в пригородном районе Аргуна, в пятнадцати километров к востоку от чеченской столицы Грозного. Подозревалось, что в этом замешана та же чеченская сепаратистская группа.
8 мая 2002 года Хосе Падиллья (он же Абдулла аль-Мухаджир) был арестован по подозрению в том, что он был террористом Аль-Каиды, планирующим взорвать грязную бомбу в США. Это подозрение возникло после получения информации от арестованного террориста, находящегося под стражей в США, Абу Зубайды, который на допросе показал, что организация была близка к созданию грязной бомбы. Хотя Падиллья не получил радиоактивный материал или взрывчатые вещества на момент ареста, правоохранительные органы обнаружили доказательства того, что он был на разведке в поисках пригодного к использованию радиоактивного материала и возможных мест для детонации. Возникли сомнения в том, готовил ли Хосе Падиллья такую атаку, и было заявлено, что арест был в высшей степени политически мотивированным, учитывая пробелы в безопасности ЦРУ и ФБР до 11 сентября.
В 2006 году Дхирен Барот из Северного Лондона признал себя виновным в сговоре с целью убийства людей в Соединённом Королевстве и Соединенных Штатах с помощью радиоактивной грязной бомбы. Он планировал атаковать подземные автостоянки в Великобритании и здания в США, такие как Международный валютный фонд, здания Всемирного банка в Вашингтоне, округ Колумбия, Нью-Йоркская фондовая биржа, здания Citigroup и здания Prudential Financial в Ньюарке, штат Нью-Джерси. Ему также предъявлено 12 других обвинений, включая сговор с целью совершения нарушения общественного порядка, семь обвинений в создании записи информации в террористических целях и четыре обвинения в хранении записи информации в террористических целях. Эксперты говорят, что если бы заговор с целью использования грязной бомбы был осуществлен, «маловероятно, что он привел бы к гибели людей, но был рассчитан на то, чтобы затронуть около 500 человек».
В январе 2009 года просочившийся отчет ФБР описывал результаты обыска в доме Джеймса Г. Каммингса, сторонника превосходства белой расы, застреленного своей женой в штате Мэн. Следователи обнаружили четыре контейнера по одному галлону с 35-процентной перекисью водорода, ураном, торием, металлическим литием, алюминиевым порошком, бериллием, бором, чёрным оксидом железа и магнием, а также литературу о том, как создавать грязные бомбы, и информацию о цезии-137, стронции-90 и кобальте-60, радиоактивных материалах. Чиновники подтвердили достоверность отчёта, но заявили, что общественность никогда не подвергалась риску.
В июле 2014 года боевики ИГИЛ изъяли 88 фунтов (40 кг) соединений урана из Университета Мосула. Материал был необогащённым и поэтому не мог быть использован для создания обычной ядерной бомбы, но грязная бомба была теоретической возможностью. Тем не менее, относительно низкая радиоактивность урана делает его плохим кандидатом для использования в грязной бомбе.
Террористические организации также могут извлечь выгоду из страха перед радиацией для создания оружия массового разрушения, а не оружия массового поражения. Пугающая реакция общественности может сама по себе достичь целей террористической организации по получению известности или дестабилизации общества. Даже простая кража радиоактивных материалов может вызвать паническую реакцию у широкой общественности. Аналогичным образом, мелкомасштабный выброс радиоактивных материалов или угроза такого выброса могут считаться достаточными для террористической атаки. Особое беспокойство направлено на медицинский сектор и объекты здравоохранения, которые «по своей сути более уязвимы, чем обычные лицензированные ядерные объекты». Оппортунистические атаки могут даже доходить до похищения пациентов, лечение которых включало радиоактивные материалы. В аварии в Гоянии более 100 000 человек согласились на мониторинг, в то время как только 49 были госпитализированы. Другие выгоды для террористической организации от грязной бомбы включают экономическую дезорганизацию в пострадавшем районе, отказ от пострадавших активов (таких как здания, метро) из-за общественного беспокойства и международную огласку, полезную для вербовки.

## Испытания
Израиль провел четырёхлетнюю серию испытаний ядерных взрывчатых веществ, чтобы измерить последствия их использования враждебными силами против Израиля, сообщила газета Haaretz в 2015 году. Согласно отчёту, высокий уровень радиации был измерен только в центре взрывов, в то время как уровень рассеивания радиации частицами, переносимыми ветром (радиоактивные осадки), был низким. Сообщается, что бомбы не представляли значительной опасности, помимо их психологического эффекта.

## Обнаружение и предотвращение
Грязные бомбы можно предотвратить, обнаруживая незаконные радиоактивные материалы в судоходстве с помощью таких инструментов, как радиационный портальный монитор.] Аналогичным образом, незащищенные радиоактивные материалы могут быть обнаружены на контрольно-пропускных пунктах счётчиками Гейгера, детекторами гамма-излучения и даже детекторами радиации размером с пейджер Таможенного и пограничного патруля (CBS). Скрытые материалы также могут быть обнаружены рентгеновским контролем, а выделяемое тепло может быть обнаружено инфракрасными детекторами. Однако такие устройства можно обойти, просто транспортируя материалы через неохраняемые участки береговой линии или другие бесплодные приграничные районы.
Одним из предлагаемых методов обнаружения экранированных грязных бомб является наносекундный нейтронный анализ (NNA). Первоначально разработанный для обнаружения взрывчатых веществ и опасных химикатов, наносекундный нейтронный анализ также применим к расщепляющимся материалам. Наносекундный нейтронный анализ определяет, какие химикаты присутствуют в исследуемом устройстве, анализируя испускаемые γ-излучающие нейтроны и α-частицы, созданные в результате реакции в нейтронном генераторе. Система регистрирует временное и пространственное смещение нейтронов и α-частиц в отдельных трехмерных областях. Прототип устройства обнаружения грязной бомбы, созданный с помощью наносекундного нейтронного анализа, демонстрирует способность обнаруживать уран из-за свинцовой стенки толщиной 5 см. Другие детекторы радиоактивных материалов включают Radiation Assessment and Identification (RAID) и Sensor for Measurement and Analysis of Radiation Transients, оба разработанные Sandia National Laboratories. Системы обнаружения радиации с воздуха на основе сцинтиллятора на основе йодида натрия способны обнаруживать опасные количества радиоактивных материалов, определенные Международным агентством по атомной энергии (МАГАТЭ), и были развернуты Бюро по борьбе с терроризмом Департамента полиции Нью-Йорка (NYPD).
МАГАТЭ рекомендует использовать определенные устройства в тандеме на границах стран для предотвращения передачи радиоактивных материалов и, таким образом, создания грязных бомб. Они определяют четыре основные цели приборов обнаружения радиации как обнаружение, проверку, оценку и локализацию, а также идентификацию как средство эскалации потенциальной радиологической ситуации. МАГАТЭ также определяет следующие типы приборов:
- Карманные приборы: эти приборы обеспечивают маломощный, мобильный вариант обнаружения, который позволяет сотрудникам службы безопасности пассивно сканировать территорию на предмет радиоактивных материалов. Эти устройства должны быть удобными для ношения, иметь порог срабатывания тревоги в три раза выше нормального уровня радиации и иметь длительный срок службы батареи — более 800 часов.
- Ручные приборы: эти приборы могут использоваться для обнаружения всех типов излучения (включая нейтронное) и могут использоваться для гибкого поиска определенных целей. Эти приборы должны быть простыми в использовании и быстрыми, в идеале весить менее 2 кг и иметь возможность проводить измерения менее чем за секунду.
- Стационарные, установленные приборы: эти приборы обеспечивают непрерывную, автоматическую систему обнаружения, которая может контролировать пешеходов и транспортные средства, проходящие через них. Для эффективной работы пешеходов и транспортные средства следует подводить близко к детекторам, поскольку эффективность напрямую связана с дальностью действия.

Законодательные и нормативные меры также могут быть использованы для предотвращения доступа к материалам, необходимым для создания грязной бомбы. Примерами являются законопроект США о грязной бомбе 2006 года, предложение Юкка-Флэтс и закон Нанна-Лунгара. Аналогичным образом, тщательный мониторинг и ограничения радиоактивных материалов могут обеспечить безопасность материалов в уязвимых приложениях частного сектора, особенно в медицинском секторе, где такие материалы используются для лечения. Предложения по повышению безопасности включают изоляцию материалов в отдаленных местах и строгое ограничение доступа.
Одним из способов смягчения серьезного эффекта радиологического оружия может также быть просвещение общественности о природе радиоактивных материалов. Поскольку одной из основных проблем грязной бомбы является паника среди населения, надлежащее просвещение может оказаться жизнеспособной контрмерой. Некоторые считают, что просвещение по вопросам радиации является «наиболее игнорируемым вопросом, связанным с радиологическим терроризмом».

## Личная безопасность
Опасность «грязной бомбы» исходит от первоначального взрыва и радиоактивных материалов. Чтобы снизить риск воздействия радиации, Федеральное агентство по чрезвычайным ситуациям (США) предлагает следующие рекомендации:
- Прикрывайте рот/нос тканью, чтобы снизить риск вдыхания радиоактивных материалов.
- Избегайте прикосновения к материалам, затронутым взрывом.
- Быстро перемещайтесь в помещение, чтобы защититься от радиации.
- Снимите и упакуйте одежду. Храните одежду до тех пор, пока власти не дадут вам указаний, как её утилизировать.
- Держите радиоактивную пыль снаружи.
- Удалите всю пыль, как это возможно, вымывшись с мылом и водой.
- Избегайте приема йодида калия, так как он только предотвращает воздействие радиоактивного йода и вместо этого может вызвать опасную реакцию.

## Лечение
По состоянию на 2023 год ведутся исследования по поиску радиоактивных дезактивирующих препаратов для удаления радиоактивных элементов из организма. Одним из исследуемых препаратов-кандидатов является HOPO 14-1.

### Цитируемые работы
- Belyaninov, K. (1994), Nuclear nonsense, black-market bombs, and fissile flim-flam, Bulletin of the Atomic Scientists, vol. 50, no. 2, pp. 44–50, Bibcode:1994BuAtS..50b..44B, doi:10.1080/00963402.1994.11456506.
- Burgess, M. (2003) "Pascal's New Wager: The Dirty Bomb Threat Heightens", Center for Defense Information.
- Dingle, J. (2005), DIRTY BOMBS: real threat?, Security, vol. 42, no. 4, p. 48.
- Edwards, R. (2004), Only a matter of time?, New Scientist, vol. 182, no. 2450, pp. 8–9.
- Adam Curtis's The Power of Nightmares, Part III – Video/Transcript at informationclearinghouse.info.
- Ferguson, C.D., Kazi, T. and Perera J. (2003) Commercial Radioactive Sources: Surveying the Security Risks, Monterey Institute of International Studies, Center for Nonproliferation Studies, Occasional Paper #11, ISBN 1-885350-06-6, Webpage with PDF file of paper.
- Frost, R. M. (2005), Nuclear Terrorism After 9/11, Routledge for The International Institute for Strategic Studies, ISBN 0-415-39992-0.
- Hoffman, B. (2006), Inside Terrorism, Columbia University Press, N.Y., ISBN 0-231-12698-0.
- Hosenball, M., Hirsch, M. and Moreau, R. (2002) "War on Terror: Nabbing a "Dirty Bomb" Suspect", Newsweek (Int. ed.), ID: X7835733: 28–33.
- Johnson, R.H. Jr. (2003), Facing the Terror of Nuclear Terrorism, Occupational Health & Safety, vol. 72, no. 5, pp. 44–50, PMID 12754858.
- King, G. (2004), Dirty Bomb: Weapon of Mass Disruption, Chamberlain Bros., Penguin Group, ISBN 1-59609-000-6.
- Liolios, T.E. (2008) The effects of using Cesium-137 teletherapy sources as a radiological weapon (dirty bomb), Hellenic Arms Control Center, Occasional Paper May 2008, .
- Mullen, E., Van Tuyle, G. and York, R. (2002) "Potential radiological dispersal device threats and related technology", Transactions of the American Nuclear Society, 87: 309.
- Petroff, D.M. (2003), Responding to 'dirty bombs', Occupational Health and Safety, vol. 72, no. 9, pp. 82–87, PMID 14528823.
- Reshetin, V.P. (2005), Estimation of radioactivity levels associated with a 90Sr dirty bomb event, Atmospheric Environment, vol. 39, no. 25, pp. 4471–4477, Bibcode:2005AtmEn..39.4471R, doi:10.1016/j.atmosenv.2005.03.047.
- Ring, J.P. (2004), Radiation Risks and Dirty Bombs, The Radiation Safety Journal, Health Physics, vol. 86, no. suppl. 1, pp. S42 – S47, doi:10.1097/00004032-200402001-00013, PMID 14744070, S2CID 41910831.
- Sohier, A. and Hardeman, F. (2006) "Radiological Dispersion Devices: are we prepared?", Journal of Environmental Radioactivity, 85: 171–181.
- Van Tuylen, G.J. and Mullen, E. (2003) "Large radiological source applications: RDD implications and proposed alternative technologies", Global 2003: Atoms for Prosperity: Updating Eisenhouwer's Global Vision for Nuclear Energy, LA-UR-03-6281: 622–631, ISBN 0-89448-677-2.
- Vantine, H.C. and Crites, T.R. (2002) "Relevance of nuclear weapons cleanup experience to dirty bomb response", Transactions of the American Nuclear Society, 87: 322–323.
- Weiss, P. (2005), Ghost town busters, Science News, vol. 168, no. 18, pp. 282–284, doi:10.2307/4016859, JSTOR 4016859
- Zimmerman, P.D. and Loeb, C. (2004) "Dirty Bombs: The Threat Revisited", Defense Horizons, 38: 1-11.
- Zimmerman, P.D. (2006), The Smoky Bomb Threat, The New York Times, vol. 156, no. 53798, p. 33.